# Paris-Roubaix 1896
La 1re édition de la course cycliste Paris-Roubaix a eu lieu le 19 avril 1896 et a été remportée par un Allemand, Josef Fischer. L'épreuve comptait 280 kilomètres et le vainqueur la termina en 9 h 17 soit 30,162 km/h de moyenne. Au départ, 51 coureurs s'étaient engagés, parmi eux 45 professionnels dont le régional et futur double vainqueur Maurice Garin ainsi que 6 coureurs amateurs. La course est créée la même année que Paris-Tours.

## Classement final
| Cycliste                | Pays        |    | Temps           |
| ----------------------- | ----------- | -- | --------------- |
| 1. Josef Fischer        | Allemagne   | en | 9 h 17 min 00 s |
| 2. Charles Meyer        | Danemark    | +  | 25 min 00 s     |
| 3. Maurice Garin        | Italie      |    | 28 min 00 s     |
| 4. Arthur Linton        | Royaume-Uni |    | 45 min 00 s     |
| 5. Lucien Stein         | France      |    | 1 h 01 min 00 s |
| 6. Boinet               | France      |    | 1 h 01 min 50 s |
| 7. Emile Van Berendonck | France      |    | 1 h 07 min 50 s |
| 8. Henri Aries          | France      |    | 1 h 43 min 00 s |
| 9. Gaston Pachot        | France      |    | 2 h 02 min 00 s |
| 10. Pierre Mercier      | France      |    | 2 h 16 min 00 s |